# Volum telediastòlic
En fisiologia cardiovascular, volum telediastòlic (VTD) és el volum de sang al ventricle dret o esquerre al final de l'ompliment de la diàstole que és quantitat de sang present al ventricle al final de la diàstole. Com que VTD grans causen una major distensió del ventricle, VTD s'utilitza sovint com a sinònim de precàrrega, que fa referència a la longitud dels sarcòmers en el múscul cardíac abans de la contracció (sístole). Un augment del VTD augmenta la precàrrega del cor i, mitjançant la mecanisme de Frank-Starling del cor, augmenta la quantitat de sang expulsada del ventricle durant la sístole (volum sistòlic)
| Volums ventriculars i altres mesures relacionades en un home sa de 70 kg | Volums ventriculars i altres mesures relacionades en un home sa de 70 kg | Volums ventriculars i altres mesures relacionades en un home sa de 70 kg |
| Mesura                                                                   | Ventricle dret                                                           | Ventricle esquerre                                                       |
| ------------------------------------------------------------------------ | ------------------------------------------------------------------------ | ------------------------------------------------------------------------ |
| Volum telediastòlic                                                      | 144 ml (± 23 ml)                                                         | 142 ml (± 21 ml)                                                         |
| Volum telediastòlic/àrea de superfície corporal (mL/m2)                  | 78 ml/m2 (± 11 ml/m2)                                                    | 78 ml/m2 (± 8,8 ml/m2)                                                   |
| Volum telesistòlic                                                       | 50 ml (± 14 ml)                                                          | 47 ml (± 10 ml)                                                          |
| Volum telesistòlic/àrea de superfície corporal (mL/m2)                   | 27 ml/m2 (± 7 ml/m2)                                                     | 26 ml/m2 (± 5,1 ml/m2)                                                   |
| Volum sistòlic                                                           | 94 ml (± 15 ml)                                                          | 95 ml (± 14 ml)                                                          |
| Volum sistòlic/àrea de superfície corporal (mL/m2)                       | 51 ml/m2 (± 7 ml/m2)                                                     | 52 ml/m2 (± 6,2 ml/m2)                                                   |
| Fracció d'ejecció                                                        | 66% (± 6%)                                                               | 67% (± 4,6%)                                                             |
| Ritme cardíac                                                            | 60–100 bpm                                                               | 60–100 bpm                                                               |
| Cabal cardíac                                                            | 4,0–8,0 L/minut                                                          | 4,0–8,0 L/minut                                                          |